# Wang Shanshan
Wang Shanshan (27 de janeiro de 1990) é uma futebolista profissional chinesa que atua como defensora.

## Carreira
Wang Shanshan fez parte do elenco da Seleção Chinesa de Futebol Feminino, nas Olimpíadas de 2016. 